# Brug 2014
Brug 2014 is een vaste brug in Amsterdam-Oost, IJburg. Het is een van de kleinere bruggen in die wijk.
Ze is gelegen in de Ruisrietstraat en voert over een siergracht tussen het Grote en Kleine Rieteiland. Ze vormt daarbij de verbinding tussen de Mattenbiesstraat en Lisdoddelaan. Ze vormt samen met brug 2004 de enige verbinding tussen de twee kunstmatige eilanden. De brug ligt in het verlengde van brug 2010 tussen het Haveneiland en het Grote Rieteiland. De gemeente besteedde de ontwerpen voor bruggen op en naar IJburg destijds uit aan diverse architectenbureaus. Zij kregen elk de opdracht mee met een bruggenfamilie te komen. Architect Jan Benthem van Benthem Crouwel Architekten kwam met een serie bruggen, die bekend werd onder de naam Buitenwater, terwijl ze in diezelfde tijd ook bezig waren met de verbouwing van Keizersgracht 609. De bruggen 2004, 2011, 2012, 2014, 2037, 2048 en 2015 behoren tot die familie. 
De brug bestaat uit beton die hier rust op drie metalen open jukken. Voet- en fietspad zijn van de rijweg gescheiden door buizen op dragers. De balustrades van de brug hellen enigszins naar binnen. Al in 2012 moest de brug tijdelijk afgesloten worden; de voegovergangen (om de krimp en uitzetting van de brug op te vangen) moesten vervangen worden. In 2016 werd de brug verboden gebied voor zwaar vervoer; de brug was van oorsprong nooit bedoeld voor dergelijk vervoer.

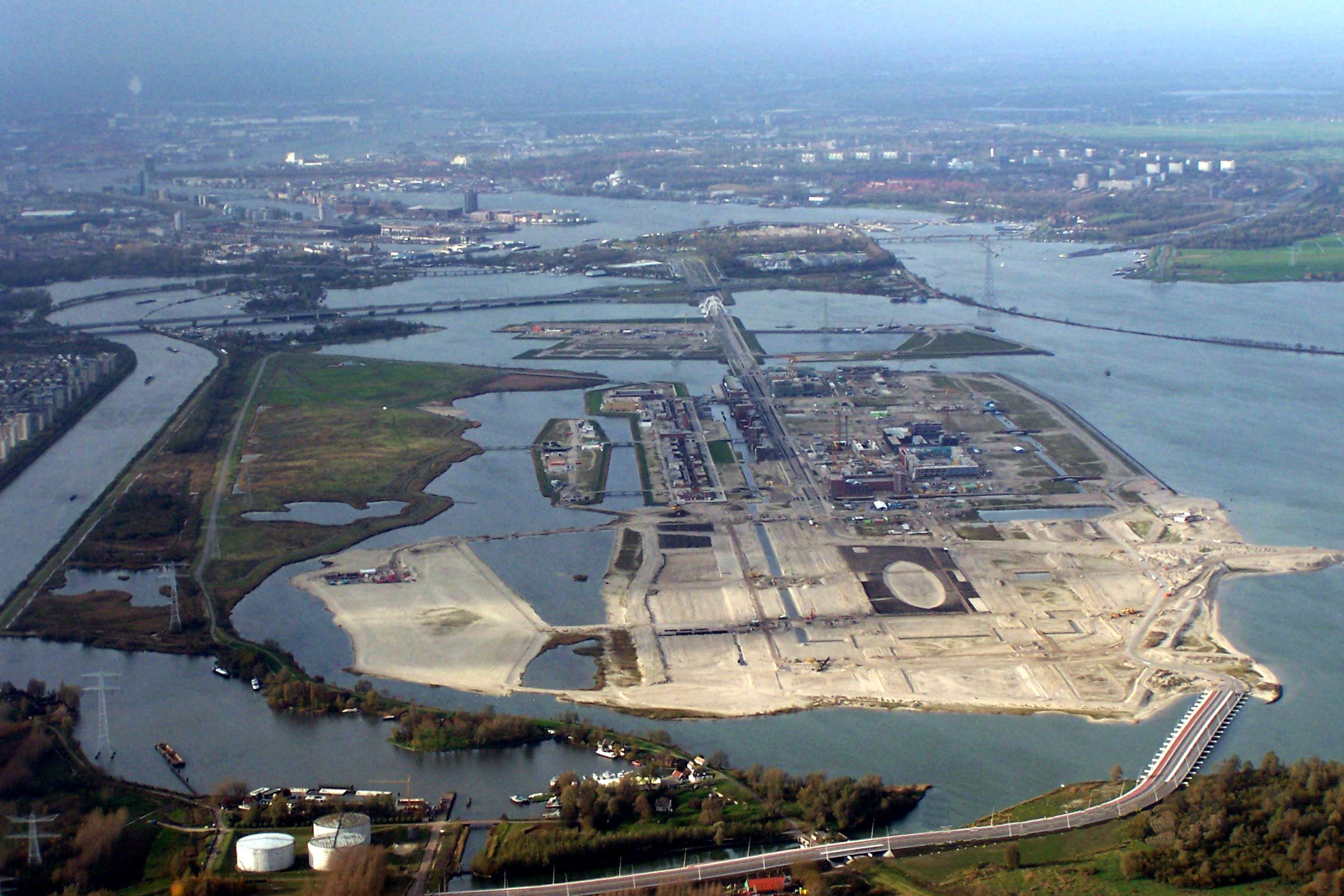
Brug 2014 ligt rechts van het zeshoekig eiland in het midden van de foto en is de onderste van de drie

<<< · 2000 · 2001 · 2002 · 2003 · 2004 · 2005 · 2006 · 2007 · 2008 · 2009 · 2010 · 2011 · 2012 · 2013 · 2014 · 2015 · 2016 · 2017 · 2018 · 2019 · 2020 · 2021 · 2022 · 2023 · 2025 · 2026 · 2027 · 2028 · 2029 · 2030 · 2031 · 2032 · 2033 · 2034 · 2035 · 2036 · 2037 · 2038 · 2039 · 2040 · 2041 · 2042 · 2043 · 2044 · 2045 · 2046 · 2047 · 2048 · 2050 · 2051 · 2054 · 2060 · 2080 · 2085 · 2086 · 2087 · 2088 · 2089 · 2090 · 2091 · 2092 · 2093 · 2094 · 2095 · 2096 · 2097 · 2098 · 2099
De overige brugnummers waren in januari 2022 (nog) niet bekend; de Uyllanderbrug ligt officieel in Diemen, maar heeft de Amsterdamse nummering 2007.